# Премія «Люм'єр» (8-ма церемонія)
8-ма церемонія вручення Премії Люм'єр французької Академії Люм'єр відбулася 25 лютого 2003 у Парижі. Ведучим церемонії, як проходила під головуванням Кароль Лор, виступив Фредерік Міттеран. Вперше проводилося нагородження у категорії за найкращий франкомовний фільм. Фільм Амінь став переможцем у категорії Найкращий фільм  .

## Переможці
| Нагорода                     | Переможець                              |
| ---------------------------- | --------------------------------------- |
| Найкращий фільм              | Амінь                                   |
| Найкращий режисер            | Франсуа Озон — 8 жінок                  |
| Найкращий актор              | Жан Рошфор — Людина з потягу            |
| Найкраща акторка             | Ізабель Карре — Згадувати про прекрасне |
| Найкращий сценарій           | Седрік Клапіш — Іспанський готель       |
| Найперспективніший актор     | Гаспар Ульєль — Цілуй, кого хочеш       |
| Найперспективніша акторка    | Сесіль де Франс — Іспанський готель     |
| Найкращий франкомовний фільм | Син                                     |